# トンロー
座標: 北緯13度44分2.2秒 東経100度34分57.4秒 / 北緯13.733944度 東経100.582611度
トンローは(タイ語:ทองหล่อ Thong Lo)は、タイ・バンコクのワッタナー区にあるスクンビット通りのソイ55の通りとその通り沿いの南北に延びた地域。多国籍な料理を提供するレストランや、流行りのショップなどが多い。日本人や欧米人の駐在員も多く住み、ハイソな雰囲気がある。1980年代から周辺の開発が始まり、1992年に道路を拡張して現在の片道3車線となった。

## 交通
スクンビット通り（トンロー駅）交差点付近からセーンセープ運河（ニューペッブリー通り付近）の間には、専用の赤い小型バスが運行されている。料金は一律8バーツ。このバスはバンコク・スカイトレイン（BTS）トンロー駅方面へ向かう場合のみ、トンロー・ソイ1からスクンビット・ソイ53を経由して、スクンビット通りのトンロー駅高架下に出る。このバス以外にトンローを走る公共定期バスはない。
また、トンロー通りのセーンセープ運河を越える橋の下に、運河ボートの船着き場があり、西はプラトゥー・ナームまで（乗り継ぐとさらにパンファー橋まで）、東はクローン・タンからミンブリー方面に出ることができる。

### 接続する主な道路
- スクンビット通り
- ニューペッブリー通り
- トンロー・ソイ10からはソイ・エカマイ（スクンヴィット通り・ソイ63）からソイ・プリディー・パノムヨン（スクンヴィット通り・ソイ71）まで抜けられ、同様にトンロー・ソイ13はスクンヴィット・ソイ49や39を経てソイ・アソーク（スクンヴィット・ソイ21）にまで続いている。

### 接続する駅・路線
- トンロー駅　（バンコク・スカイトレイン）

## 通り沿いにある施設

### スクンビット通り付近
- 赤バス乗り場
- グランド・タワー・イン・ホテル
- アジア・ハーブ・アソシエイション
- Mae Varee
- 七星
- 天理スタミナラーメン
- きせき
- べっく
- とらや
- グランド鉄板焼
- グランド・ラーメン
- 山葵庵
- こころ
- ぱぱ吉
- もみや
- まりこ
- ウッドボール
- 蔵太鼓
- ソウル
- カミャン
- 香里園
- 宿＠トンロー
- そうる
- もっこり

### ソイ1
- トンロー・デンタル
- アーリー・ラーニング・センター

### ソイ2
- 55thプラザ
  - BHLヘルスセンター
  - シズラー
  - シー・ファー
  - ZEN
  - ナタサー
  - コーディアル
  - マックスリフト
  - 55th・タワー

### ソイ3
- プリディーパノムヨン劇場
- アナガーデン
- まごころ
- まる
- KOTO

### ソイ4
- メイズ・トンロー
- トンロー・タウン・センター
  - トップス・マーケット
  - スターバックス
  - バーガーキング
  - かごの屋
- バス・レジデンス
  - クルンスリ銀行

### ソイ5
- サマセット
  - 牛角
  - 目利きの銀次
- Panjit Tower
  - 学習空間NOAH
  - 銀座堂

### ソイ6
- ANECH Vanchビル
- バンコク銀行
- 焼肉トンロー

### ソイ7
- バンコク幼稚園

### ソイ8
- エイト・トンロー
  - フードランド
  - 白屋
  - 鮨忠
  - ただいま
  - パフェリオ
- パン・パシフィック・サービス・スイート
- 鈴屋
- センターポイント・トンロー

### ソイ9
- NTタワー
- TJ☆ブリッジ

### ソイ10
- ウイスキー・ミスト
- オーパス・トンロー
- デリカテッツア
- ミューズ
- 居酒屋スタジアム
- アリーナ10
- ハンプトン・トンロー10

### ソイ11
- スターバックス
- ニライカナイ
- いろは
- ウォーターフォード・コンドミニアム

### ソイ12
- グラス・オン・トンロー
  - 家族亭
  - レッド・マンゴー

### ソイ13
- ホーム・プレイス
  - アスカ
  - 敬愛歯科
  - ウェステルランゲージスクール
  - ena (予備校)
  - Step-By (学習塾)
  - LIBROS
- Seen Space13
  - き大
- 日本村
  - とらや
  - 魚昌
  - なぎ屋
  - 魚むら
  - 播磨屋
  - 牛まる
  - たん家又兵衛
  - ぼんくら桃太郎
  - アパマンショップ
- 花子
- Club Zero
- 山小屋
- バーン・アーティット
- KCコート
- オスカー・マンション
- バーン・クワンタ
- ハーゲンダッツ
- S&P
- リー・ハウス
- シビック・パーク
- JL HOUSE

### ソイ14
- のぶ

### ソイ15

#### Jアヴェニュー
- ナタナート・クリニック
- 1F
  - Villa Market
  - オー・ボン・パン
  - マクドナルド
  - アイベリー
  - パリミキ
- 2F
  - 孫三郎
  - 大戸屋
  - メジャーボール
  - ダイソー
  - 菜の花
  - NAMBA
  - ソニーズ
- 3F
  - 男爵
  - バンブー

### ソイ16
- ペニーズ・バルコニー
  - ホッブズ
    - メロウ

  - プリティーコジー
- 文堂吉
- なぎ屋
- しゃかりき432"
- シビック・プレイス

### ソイ17
- パラッゾ
- SP幼稚園
- スアン・マイ
- ユナイテッド・タワー

### ソイ18
- マックスバリュー・タンチャイ
- KKSハウジング
- サトー
- セニョリータ
- 北海道らーめん　ゆうし
- えびす
- 孔雀堂
- 日本舞踊三輪流
- トンロー警察署
- クローバー・トンロー
- トンロー・タワー

### ソイ19
- パタラ
- パーク・トンロー
- アルカディア

### ソイ20
- ロイヤル・キッチン
- Jhonglo
- ノーブル・ソロ
- Cheese Cake House & Restaurant
- Wadee Place

### ソイ21
- トンロー居酒屋

### ソイ23
- アイヴィー・トンロー
- ロムサイ・レジデンス
- 石亭
- 本物すし
- テッサ

### ソイ25
- カミリアン病院
- ドラゴン・ビル
- S&P
- 雅
- アイコン1

### セーンセープ運河付近
- H1
- リバティー・プラザ
  - ワッタナー区役所